# فاردا 174567
174567 فاردا , التعين المؤقت لة 2003 MW12, هو جرم وراء نبتوني بقدر مطلق يقدر بحوالي 3.5. وكوكب قزم محتمل.

## الاكتشاف والمدار
تم اكتشاف فاردا في مارس 2006، باستخدام صور مؤرخة من 21 يونيو 2003 من قبل جيفري لارسن باستخدام تلسكوب سبايس واتش كجزء من مشروع أكاديمية البحرية الأمريكية ترايدنت سشولار.
وهو حاليا يبعد 47.5 وحدة فلكية عن الشمس، وسوف يصل إلى الحضيض تقريبا في نوفمبر 2096. وقد رصد 68 مرة خلال 14 مرة كان فيها في وضع المقابلة في صور سابقة تعود إلى عام 1980.

## التسمية
تم الإعلان عن أسماء فاردا وقمره في 16 يناير 2014. فاردا هي ملكة فالار، خالق النجوم، والهة الرئيسية في أسطورة تولكين الخيالية. إلمير هو رئيس ميار وخادمة وصيفة فاردا.

## قمر
لدى فاردا قمر طبيعي واحد على الأقل، إلمير /ˈɪlmər[invalid input: 'ee']/ [ˈilmarɛ]), أو فاردا I, والذي تم اكتشافه في صور حصل عليها مرصد هابل الفضائي في 26 أبريل 2009، وأبلغ عنه في عام 2011. ويقدر أن يكون قطرة في حدود 320-360 كم.
| نصف المحور الرئيسي (كم) | الإنحراف        | الفترة (يوم)      | الميل (°) |
| 4809 ± 39               | 0.0215 ± 0.0080 | 5.75058 ± 0.00015 | 82–100    |

## الخصائص الفيزيائية
الحجم المقدر لنظام فاردا-إيلمار هو 792+91
−84 كـم. ويقدر حجم الجرم الرئيسي في حدود 705+81
−75 كـم. الكتلة الكلية للنظام حوالي 2.66×1020 kg. وتقدر كثافة كل من فاردا وقمرة بحوالي 1.24 g/cm3 على إفتراض ان للنظام كثافة متساوية.
ويبدو أن سطح كل من الجرم الأساسي والقمر احمر في أجزاء الطيف المرئي وطيف الأشعة تحت الحمراء القريبة، ويبدو أن إلمار أحمر قليلا من فاردا. لطيف النظام لا يظهر امتصاص الماء ولكن يظهر دليل على وجود الميثانول الجليدي. وتقدر فترة دوران فاردا حول نفسة بحوالي 5.61 ساعة.

## روابط خارجية
- (174567) 2003 MW12 Precovery Images
- فاردا 174567 في قاعدة بيانات مختبر الدفع النفاث لأجرام النظام الشمسي الصغيرة

- الاكتشاف · مخطط المدار ·  العناصر المدارية · المعلمات المادية